# Волгоград (футбольный клуб)
ФК «Волгогра́д» — российский футбольный клуб из Волгограда, созданный в конце 2008 года в форме государственного автономного учреждения Волгоградской области. В 2010 году вышел в первый дивизион под именем «Ротор».

## История
Предварительным названием клуба было «Ротор-Волгоград»,, чтобы сохранить бренд «Ротора», находившегося тогда на грани ликвидации. Однако, в начале 2009 года в «Роторе» произошли благоприятные перемены, и он прошёл лицензирование, поэтому президент Ассоциации ПФЛ Николай Толстых порекомендовал сменить название, чтобы не вносить сумятицу. Клуб был принят в ПФЛ под именем ФК «Волгоград», заняв во втором дивизионе освободившееся место снявшегося ФК «Олимпия».
В 2009 году «Волгоград» выступал во втором дивизионе в зоне «Юг» и, заняв 3-е место, вышел в первый дивизион. 15 февраля 2010 года переименован в «Ротор» после передачи бренда этого футбольного клуба администрации Волгоградской области. 18 февраля 2010 года переименование было утверждено Профессиональной футбольной лигой.

## Известные игроки
- Олег Веретенников

## Достижения

### Во втором дивизионе Первенства России
- Бронзовый призёр 2009 года (зона «Юг»)
- Лучший бомбардир за сезон:
  - Алексей Жданов, 23 мяча в 32 матчах,[8] 2009 год (лучший бомбардир зоны «Юг»[4])

Самые крупные победы:
- дома: 6:0 («Кавказтрансгаз-2005», 30 июля 2009 года)
- в гостях: 4:0 («Таганрог», 13 июня 2009 года)

Самые крупные поражения:
- дома: 1:2 («Машук-КМВ», 17 апреля 2009 года)
- в гостях: 0:2 («Жемчужина-Сочи», 24 апреля 2009 года)

### В Кубке России
- Выход в 1/32 финала[9]

## Результаты выступлений в чемпионатах
| Сезон | Дивизион                   | Место | И  | В  | Н | П | М     | О  | Главный тренер                                | Лучший бомбардир        |
| ----- | -------------------------- | ----- | -- | -- | - | - | ----- | -- | --------------------------------------------- | ----------------------- |
| 2009  | Второй дивизион, зона «Юг» | 3     | 34 | 21 | 7 | 6 | 65-28 | 77 | Лев Иванов, Валерий Бурлаченко (с 9 сентября) | Алексей Жданов, 23 мяча |